# PCI Express

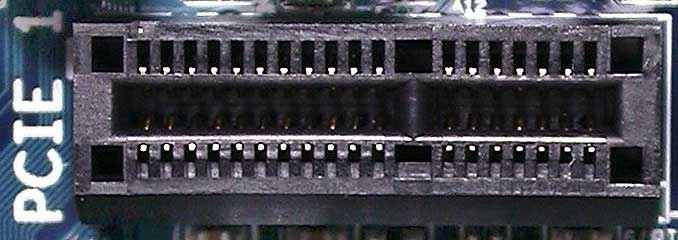
PCI Express 1x

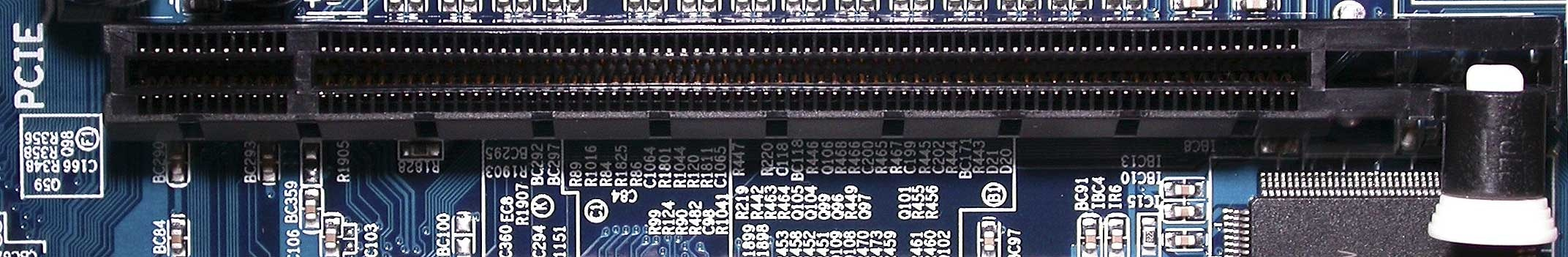
PCI Express 16x

PCI-Express (förkortas PCIe eller PCI-E, förkortning av engelskans Peripheral Component Interconnect Express) är ett gränssnitt för instickskort såsom grafikkort, ljudkort, nätverkskort med mera. De ersatte de tidigare PCI-, PCI-X- och AGP-bussarna i persondatorer.
Utvecklingen av PCIe är ett led i datorindustrins övergång från parallella överföringstekniker till seriella, precis som övergången från IDE till SATA var. I ett parallellt medium, som de äldre AGP- och PCI-bussarna, behöver alla bitar komma fram vid samma tidpunkt och i samma ordning. Detta ställer krav på att alla kablar har samma längd i bussen, vilket kan vara svårt för moderkortstillverkare att leva upp till. PCIe har inte dessa krav eftersom det är ett seriellt medium.
PCIe använder sig av banor som kan både skicka och ta emot data på samma gång (full duplex). De äldre teknikerna kunde antingen bara skriva eller bara läsa vid ett givet tillfälle (halv duplex).
| Standardversion     | Introducerades  | Överförings- hastighet | Bandbredd per kanal i varje riktning | Bandbredd per kanal i varje riktning | Bandbredd per kanal i varje riktning | Bandbredd per kanal i varje riktning |
| Standardversion     | Introducerades  | Överförings- hastighet | ×1                                   | ×4                                   | ×8                                   | ×16                                  |
| ------------------- | --------------- | ---------------------- | ------------------------------------ | ------------------------------------ | ------------------------------------ | ------------------------------------ |
| PCI Express 1.0/1.1 | 2003            | 2.5 GT/s               | 250 MB/s                             | 1 GB/s                               | 2 GB/s                               | 4 GB/s                               |
| PCI Express 2.0/2.1 | 2007            | 5 GT/s                 | 500 MB/s                             | 2 GB/s                               | 4 GB/s                               | 8 GB/s                               |
| PCI Express 3.0/3.1 | 2010            | 8 GT/s                 | 1 GB/s                               | 4 GB/s                               | 8 GB/s                               | 16 GB/s                              |
| PCI Express 4.0     | 2017            | 16 GT/s                | 2 GB/s                               | 8 GB/s                               | 16 GB/s                              | 32 GB/s                              |
| PCI Express 5.0     | 2019            | 32 GT/s                | 4 GB/s                               | 16 GB/s                              | 32 GB/s                              | 64 GB/s                              |
| PCI Express 6.0     | 2022            | 64 GT/s                | 8 GB/s                               | 32 GB/s                              | 64 GB/s                              | 128 GB/s                             |
| PCI Express 7.0     | 2025 (planerad) | 128 GT/s               | 16 GB/s                              | 64 GB/s                              | 128 GB/s                             | 256 GB/s                             |